# Live on the Double Planet
Live on the Double Planet è un album di Michael Hedges, pubblicato dalla Windham Hill Records nel 1987. Il disco fu registrato nell'aprile e maggio del 1987 in Canada e negli Stati Uniti, il brano Woman of the World fu registrato nel luglio del 1986.

## Tracce
Lato A
1. All Along the Watchtower – 2:58 (Bob Dylan)
2. Because It's There – 3:13 (Michael Hedges)
3. Silent Anticipations – 3:01 (Michael Hedges)
4. Ready or Not – 3:51 (Michael Hedges)
5. A Love Bizarre – 4:28 (Prince, Sheila E)
6. Breakfast in the Fields – 2:17 (Michael Hedges)

Lato B
1. Rikki's Shuffle – 3:07 (Michael Hedges)
2. Woman of the World – 4:28 (Michael Hedges)
3. The Double Planet – 3:21 (Michael Hedges)
4. The Funky Avocado – 3:20 (Michael Hedges)
5. Come Together – 5:08 (John Lennon, Paul McCartney)

Edizione CD del 1987, pubblicato dalla Windham Hill Records
1. All Along the Watchtower – 2:58 (Bob Dylan)
2. Because It's There – 3:13 (Michael Hedges)
3. Silent Anticipations – 3:01 (Michael Hedges)
4. Ready or Not – 3:52 (Michael Hedges)
5. A Love Bizzare – 4:30 (Prince, Sheila Escovedo)
6. Breakfast in the Field – 2:17 (Michael Hedges)
7. Rikki's Shuffle – 3:09 (Michael Hedges)
8. Woman of the World – 4:28 (Michael Hedges)
9. The Double Planet – 3:23 (Michael Hedges)
10. The Funky Avocado – 3:20 (Michael Hedges)
11. Come Together – 5:10 (John Lennon, Paul McCartney)
12. Two Days Old – 4:34 (Michael Hedges) – Bonus Track

## Musicisti
- Michael Hedges - chitarra, voce, chitarra harp, mixaggio
- Michael Manring - basso (fretless) (brano: B1)
- Hilleary Burgess - ingegnere del suono (brani: A1, A2, A3, A4, A5, A6, B1, B3, B4 e 12)
- David Bianco - ingegnere del suono (brano: B2)
- Harry Andronis - ingegnere del suono (brano: B2)
- Bernie Grundman - masterizzazione